# Клинички центар Универзитета у Сарајеву
Клинички центар Универзитета у Сарајеву, или Универзитетски клинички центар Сарајево, водећа је здравствена установа у Босни и Херцеговини.

## Историја
За почетке клиничког центра узима се прва болничка здравствена установа у Сарајеву, коју је 1866. године основао Топал Осман-паша средствима Гази Хусрев-беговог вакуфа.
На мјесту данашње клиничког центра у сарајевском насељу Кошево, 1894. године основана је Земаљска болница. Болница је осмишљена и пројектована на основу Универзитетске болнице у Бечу, а уређена је према најмодернијим стандардима тог времена.
Због недостатка домаћег школованог кадра оснива се Медицински факултет Универзитета у Сарајеву. Болница постаје наставна база, а поједине клинике и институти преузимају наставно-едукативну улогу.
Током рата у Босни и Херцеговини, Клинички центар је изгубио 34,2% предрадног капацитета, док је 2597 радника напустило посао.

## Устројство
Клинички центар Универзитета у Сарајеву састоји од се од 37 клиника:
- Клиника за неурохирургију
- Клиника за општу и абдоминалну хирургију
- Клиника за урологију
- Клиника за дјечију хирургију
- Клиника за кардиохирургију
- Клиника за торакалну хирургију
- Клиника за анестезију и реанимацију
- Клиника за ортопедију и трауматологију
- Клиника за реконструктивну и пластичну хирургију
- Клиника за максилофацијалну хирургију
- Клиника за болести уха, носа и грла
- Клиника за очне болести
- Клиника за васкуларну хирургију
- Клиника ургентне медицине
- Централна стерилизација
- Клиника за гастроентерохепатологију
- Клиника за плућне болести и туберкулозу „Подхрастови”
- Клиника за нефрологију
- Клиника за болести срца, крвних жила и реуматизам
- Клиника за кожне и венеричне болести
- Клиника за инфективне болести
- Клиника за нуклеарну медицину и ендокринологију
- Клиника за хематологију
- Клиника за физијатрију и рехабилитацију
- Клиника за онкологију
- Клиника за хемодијализу
- Клиника за гинекологију
- Клиника за породиљство
- Педијатријска клиника 1
- Педијатријска клиника 2
- Клиника за радиологију
- Психијатријска клиника
- Неуролошка клиника
- Клиничка хемија и биохемија
- Клиничка имунологија
- Клиничка микробиологија
- Клиничка патологија и цитологија